# Banité
Pour la commune, voir Banité (obchtina).
Banité (bulgare : Баните) est un village situé dans le sud de la Bulgarie.

## Géographie

### Géographie physique
Banité est situé dans le sud de la Bulgarie, à 250 km à l'est de la capitale Sofia. Le village est le chef-lieu de la commune de Banité.

### Géographie humaine
| 1926 | 1934 | 1946  | 1956  | 1965  | 1975  | 1985  | 1992  | 2001  |
| ---- | ---- | ----- | ----- | ----- | ----- | ----- | ----- | ----- |
| -    | 889  | 1 096 | 1 327 | 1 494 | 1 250 | 1 205 | 1 292 | 1 305 |

| 2011  | 2021 | - | - | - | - | - | - | - |
| ----- | ---- | - | - | - | - | - | - | - |
| 1 072 | 823  | - | - | - | - | - | - | - |

## Administration
Le village de Banité est le chef-lieu de la commune de Banité. Son maire est le maire de la commune.

## Galerie

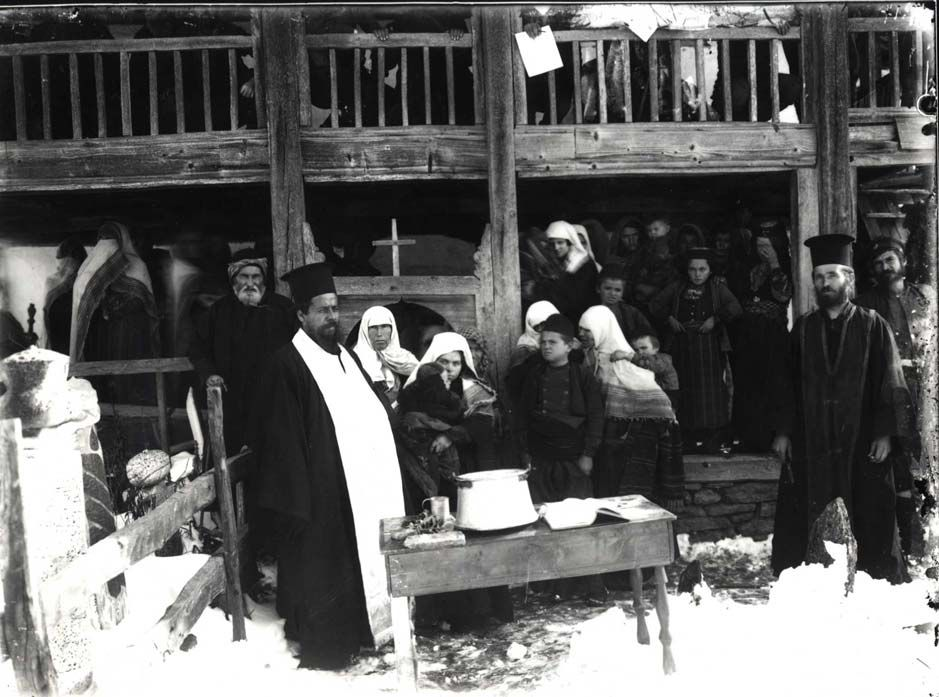
Scène de baptême dans le village en 1912